# إدواردو بوندال
إدواردو ماريا جونثاليث- بوندال إيه أبينتي (بالإسبانية: Eduardo Pondal)‏ شاعر جهوي إسباني يكتب باللغة الغاليسية، وُلد في بونتيكيسو في مقاطعة لا كورونيا بإسبانيا في8 فبراير عام 1835. أسهم مع كل من روساليا دي كاسترو وكوروس إنريكيث الشخصيات الأكثر تعبيرية التي مثلت المرحلة الثقافية في تاريخ غاليسيا، والتي تطورت على مدار القرن التاسع عشر. وتُوفي في لا كورونيا، إسبانيا عام 1917.

## روابط خارجية
- إدواردو بوندال على موقع ديسكوغز (الإنجليزية)